# 西格蒙德·冯·豪泽格尔
齐格蒙德·冯·豪泽格尔（德語：Siegmund von Hausegger，1872年8月16日—1948年10月10日），又译豪瑟格或豪塞格，奥地利作曲家，指挥家。他生于格拉茨，是音乐学家弗里德里希·冯·豪泽格尔（Friedrich von Hausegger，1837-1899）之子。1920至1938年，他在慕尼黑爱乐乐团担任总监，后在慕尼黑去世。尤以指挥布鲁克纳的交响曲著称。他自己的作品属于晚期浪漫主义风格，代表作包括交响诗《巴巴罗萨》等。